# Konspirationen
Konspirationen (Conspiracy) är en brittisk-amerikansk TV-film från 2001 i regi av Frank Pierson. Filmen handlar om Wannseekonferensen. Filmen bygger på den tyska filmen Die Wannseekonferenz från 1984 i regi av Heinz Schirk.
Branagh kallade sin roll som Reinhard Heydrich för one of his most disturbing acting experiences ("en av sina mest obehagliga skådespelarerfarenheter").

## Handling
Manuset baseras på protokollet från Wannseekonferensen som hölls den 20 januari 1942 mellan högt uppsatta nazistiska statstjänstemän från alla delar av Tredje rikets statsapparat för att koordinera och logistiskt planera Förintelsen, folkmordet på de europeiska judarna under andra världskriget. 

## Rollista
| Kenneth Branagh   | – SS-Obergruppenführer Reinhard Heydrich               |
| Stanley Tucci     | – SS-Obersturmbannführer Adolf Eichmann                |
| Colin Firth       | – Dr. Wilhelm Stuckart                                 |
| Ian McNeice       | – SS-Oberführer Dr. Gerhard Klopfer                    |
| Kevin McNally     | – understatssekreterare Martin Luther                  |
| David Threlfall   | – Ministerialdirektor Dr. Friedrich Wilhelm Kritzinger |
| Ewan Stewart      | – Dr. Georg Leibbrandt                                 |
| Brian Pettifer    | – Gauleiter Dr. Alfred Meyer                           |
| Nicholas Woodeson | – SS-Gruppenführer Otto Hofmann                        |
| Jonathan Coy      | – SS-Sturmbannführer Erich Neumann                     |
| Brendan Coyle     | – SS-Gruppenführer Heinrich Müller                     |
| Ben Daniels       | – Dr. Josef Bühler                                     |
| Barnaby Kay       | – SS-Sturmbannführer Dr. Rudolf Lange                  |
| Owen Teale        | – Dr. Roland Freisler                                  |
| Pete Sullivan     | – SS-Oberführer Dr. Karl Eberhard Schöngarth           |

## Musik i filmen
- Adagio ur Franz Schuberts stråkkvartett i C-dur.